# Енглвуд (Огайо)
Енглвуд (англ. Englewood) — місто (англ. city) в США, в окрузі Монтгомері штату Огайо. Населення — 13 463 особи (2020).

## Географія
Енглвуд розташований за координатами 39°51′54″ пн. ш. 84°18′34″ зх. д. / 39.86500° пн. ш. 84.30944° зх. д. (39.865067, -84.309463).  За даними Бюро перепису населення США в 2010 році місто мало площу 17,07 км², з яких 16,97 км² — суходіл та 0,11 км² — водойми.

## Демографія
Згідно з переписом 2010 року, у місті мешкало 13 465 осіб у 5555 домогосподарствах у складі 3687 родин. Густота населення становила 789 осіб/км².  Було 5898 помешкань (345/км²).
Расовий склад населення:
| - 82,3 % — білих - 12,9 % — чорних або афроамериканців - 1,6 % — азіатів - 0,2 % — корінних американців - 0,1 % — вихідців з тихоокеанських островів |

До двох чи більше рас належало 2,3 %. Частка іспаномовних становила 1,1 % від усіх жителів.
За віковим діапазоном населення розподілялося таким чином: 23,0 % — особи молодші 18 років, 57,8 % — особи у віці 18—64 років, 19,2 % — особи у віці 65 років та старші. Медіана віку мешканця становила 42,1 року. На 100 осіб жіночої статі у місті припадало 87,2 чоловіків;  на 100 жінок у віці від 18 років та старших — 82,2 чоловіків також старших 18 років.
Середній дохід на одне домашнє господарство  становив 63 048 доларів США (медіана — 55 486), а середній дохід на одну сім'ю — 76 793 долари (медіана — 69 516). Медіана доходів становила 51 790 доларів для чоловіків та 37 882 долари для жінок. За межею бідності перебувало 10,2 % осіб, у тому числі 16,8 % дітей у віці до 18 років та 6,4 % осіб у віці 65 років та старших.
Цивільне працевлаштоване населення становило 6086 осіб. Основні галузі зайнятості: освіта, охорона здоров'я та соціальна допомога — 31,5 %, роздрібна торгівля — 14,1 %, науковці, спеціалісти, менеджери — 9,4 %, виробництво — 9,1 %.